# 京村英二
京村 英二（きょうむら えいじ、1953年（昭和28年）7月31日 - ）は、日本の実業家。北陸放送常勤顧問。石川県能登町松波出身。石川県立水産高等学校無線通信専攻科修了。

## 略歴
- 1974年4月 北陸放送へ入社[1][2]
- 2004年1月 放送技術センター長[1][2]
- 2005年6月 取締役技術局長[1][2]
- 2009年6月 北陸アイティエス代表取締役社長[5]
- 2011年7月 取締役放送管理本部長[1][2]
- 2013年4月 常務取締役放送管理本部長[1][2]
- 2014年4月 代表取締役社長[1][2]
- 2020年6月 常勤顧問